# Проследяващ кадър
Проследяващ кадър или фарт (от немски: Kamerafahrt) е филмова техника, при която дадена обстановка се заснема от камера, движеща се спрямо снимания обект.
Най-често фартът се използва за следването на обект, например актьор или превозно средство, който в противен случай би излязъл извън кадър. В киното това обикновено става чрез придвижване на специална количка (доли), на която е разположена камерата, по изграден за целта релсов път. Подобно устройство се използва и в спортни дейности като лека атлетика, зимни спортове и др. В съвременната снимачна кинотехника някои динамични сцени биват заснемани и с други технически средства: слайдер (статив за камера с подвижна стойка върху плъзгач), стабилизиращи устройства, ролкови стойки, въжена линия или дрон. По принцип камерата може да бъде монтирана на всяко превозно средство.
В зависимост от сцената камерата може да се приближава, отдалечава, да се движи успоредно с обекта или да обикаля около него. Това са съответно фарт напред, фарт назад, страничен и кръгов фарт.
Ефектът може да се използва както за проследяване на герой или обект, така и за създаване на усещане за движение или за потапяне, за да привлече зрителя в действието.